# لقمه‌ماهی هارتل
لقمه‌ماهی هارتل (نام علمی: Himantura hortlei) نام یک گونه از سرده لقمه‌ماهی‌های شلاقی است.